# Najafabad
Najafabad of Najaf Abad (Perzisch: نجف‌آباد) is een stad in de provincie Isfahan in Iran. Bij de volkstelling van 2016 had de stad 235.281 inwoners.
Najafabad ligt ten westen van Isfahan en is onderdeel van die agglomeratie. De stad fungeert als handelscentrum voor landbouwproducten in de regio en staat bekend om zijn granaatappels en amandelen. Een van de trekpleisters van Najafabad is de "Arg-e Sheykh Bahaie", een middeleeuwse citadel met 7 torens, die onlangs is gerestaureerd.